# أبناء الصمت (فلم)
أبناء الصمت هو فيلم مصري درامي حربي، تم إنتاجه عام 1974.

## قصة الفيلم
في 22 أكتوبر 1967، أغرق المصريون المدمرة إيلات الإسرائيلية، وفي نفس الوقت جن جنون العدو فضرب مدينة الزيتية بالسويس، وتبلغ حرب الاستنزاف ذروتها مع العدو الصهيوني، والجنود على حافة القناة، يهبطون خلف خطوط العدو في سيناء، وتكون ملحمة من ملاحم النضال في تاريخ الشعوب المكافحة، تستمر هذه العميات مع هؤلاء الجنود الفدائيين إلى يوم العبور في 6 أكتور 1973 وتحطيم خط بارليف. مجموعة من الجنود في تحركات مع قائدهم، يعطي القائد بعضهم إجازات مؤقتة، منهم مجدي الجندى، الذي يعود إلى القاهرة للقاء خطيبته نبيلة الصحفية صاحبة المبادئ، والتي تواجه رئيس التحرير النفعي، الذي لا يحس بمعاناة الشعب، تنتهي إجازة مجدي، كما يعود صابر الصعيدي من إجازته، ويعرف ماهر أن زوجته حامل، تهاجر الزوجة إلى القناة، تبدو مدينة القاهرة منفصلة عما يحدث في الجبهة، تقوم نبيلة بعمل تحقيق صحفي عن حياة الليل التي يعيشها رئيس التحرير، وتعرف أنه كان شابًا مناضلاً، لكنه قرر التخلي عن ذلك بعد أن صدم في حياته الخاصة، عندما تقوم الحرب، يدفع مجدى حياته، وتكتب نبيلة موضوعًا عن الشهداء، بعد أن تحقق النصر ويستشهد عوض ومحمود وسمير.

## البطولة
| - محمود مرسي: أ. رجائي رئيس التحرير - ميرفت أمين: نبيلة - نور الشريف: مجدي - مديحة كامل:عشيقة رئيس التحرير - حمدي أحمد: صابر - أحمد زكي:محمود | - محمد صبحي:سمير - سيد زيان:شلبي - السيد راضي:عوض - فريدة سيف النصر:سناء زوجة محمود - فتحية شاهين:والدة نبيلة - عفاف الباز:إلهام خطيبة سمير | - إلهامى فايد - صابر يوسف - غريب محيى الدين - فايزة عبد الجواد: تجري في الحرب - حلمي هلالي: أستاذ مسعود صحفي - محمد لطفي |

## فريق العمل
| - إخراج: - محمد راضي: مخرج - أحمد عبد السلام: مخرج مساعد - هادية أحمد: مخرج مساعد - موسيقى: - بليغ حمدي:الألحان والموسيقى التصويرية - تأليف: - مجيد طوبيا: قصة وسيناريو وحوار - ماكياج: - محمد عشوب: ماكيير - حسن طه: مساعد ماكيير - ملابس: - محمد عز:مصمم الملابس - ديكور: - نهاد بهجت: إكسسوار - عبد الفتاح الحسني: منفذ الديكور - صلاح مرعي: مهندس المناظر | - تصوير: - رشيدة رءوف: مساعد المصور - عبد العزيز فهمي: مدير التصوير - ماهر راضي: مصور - إسماعيل جمال: مساعد المصور - مونتاج: - عادل منير: مونتير - ملابس: - محمد عز:مصمم الملابس - إنتاج: - عاطف إبراهيم: مساعد منتج - فؤاد الألفي: مدير الإنتاج - محمد بدر علي: مساعد منتج - راضي فيلم: منتج - صوت: - نصري عبد النور:المكساج - علي حامد: مسجل الصوت |

## روابط خارجية
- أبناء الصمت على موقع الدهليز
- أبناء الصمت على موقع قاعدة بيانات الأفلام العربية